# Buchholzer Dreieck
De Buchholzer Dreieck is een knooppunt in de Duitse deelstaat Nedersaksen. Op dit trompetknooppunt ten noorden van de stad Buchholz in der Nordheide sluit A261 vanuit Hamburg aan op de A1 (Heiligenhafen-Bremen).

## Rijstroken
Nabij het knooppunt heeft de A1 naar het oosten net als de A261 2x2 rijstroken, ten westen van het knooppunt heeft de A1 2x3 rijstroken.

## Verkeersintensiteiten
In 2010 werd het knooppunt dagelijks door ongeveer 80.000 voertuigen gebruikt. 
| Van                             | Naar               | Gemiddeld aantal voertuigen per dag! |
| ------------------------------- | ------------------ | ------------------------------------ |
| Buchholzer Dreieck              | AS Dibbersen (A 1) | 47.400                               |
| AS Rade (A1)                    | Buchholzer Dreieck | 71.800                               |
| AS Tötensen/Rosengarten (A 281) | Buchholzer Dreieck | 45.000                               |

## Richtingen knooppunt
| Aansluitende wegen               | Aansluitende wegen                                    | Aansluitende wegen | Aansluitende wegen | Aansluitende wegen                                                   |
| -------------------------------- | ----------------------------------------------------- | ------------------ | ------------------ | -------------------------------------------------------------------- |
|                                  |                                                       |                    |                    | richting Luchthaven Hamburg / Tötensen Hamburg-West Kiel / Flensburg |
|                                  |                                                       |                    |                    |                                                                      |
| richting Rade / Bremen Osnabrück | richting Dibbersen / Buchholz i.d.N. Hamburg / Lübeck |                    |                    |                                                                      |
|                                  |                                                       |                    |                    |                                                                      |
|                                  |                                                       |                    |                    |                                                                      |